# May Robson

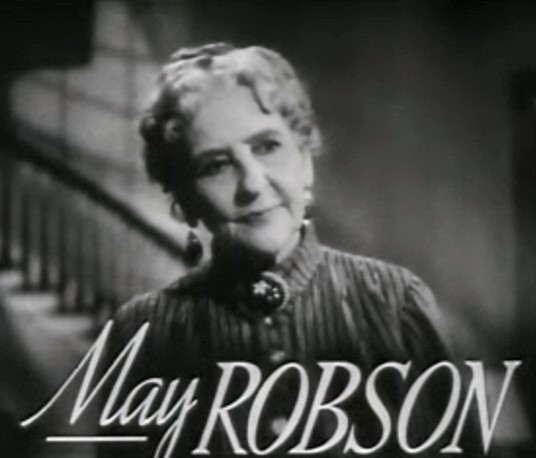
Fotograma de l'actriu del tràiler de Four Daughters (1938)

May Robson (Moama (Austràlia), 18 d’abril de 1858– Beverly Hills, 20 d’octubre de 1942) va ser una actriu de cinema i de teatre que va desenvolupar la major part de la seva carrera als Estats Units. El 1933 va ser nominada a l'Oscar a la millor actriu per la pel·lícula ”Lady for a Day, convertint-se d’aquesta manera en la primera australiana en ser nominada a un Oscar i també la persona que va ser nominada als Oscar que va néixer abans.

## Biografia

### Primers anys
Mary Jeanette Robison (May Robson) va néixer a Austràlia filla de Julia Schlesinger i Henry Robison que es va retirar de la Royal Navy per motius de salut per fer després de rellotger i joier a Melbourne. En patir els dos progenitors tuberculosi es van traslladar a Moama a la recerca d’un lloc més saludable on hi van fundar un hotel on va néixer Robson el 1858. El seu pare va morir dos anys més tard i la seva mare es va tornar a casar el 1862 per lo que la família es mudà de nou a Melbourne. El 1870 la família es traslladà a Londres i estudià en diverses ciutats d’Europa.
Als 17 anys marxà de casa per casar-se amb Charles Leveson Gore a Londres i la parella emigrà als Estats Units el 1877. Primer visqueren uns anys en un ranxo a Texas però van acabar marxant a Nova York on el 1880 moriria el seu marit i poc després dos dels seus tres fills. El 1883 va començar a actuar en el mon de l'espectacle. La seva primera aparició teatral fou a "Hoop of Gold" a la Brooklyn Grand Opera House. En aquell moment el seu cognom es va escriure sense la “i” i a partir d’aquell moment va usar “Robson” com a nom artístic perquè sonava millor. Va ser una actriu dramàtica i còmica popular gràcies a la seva associació amb Daniel i Charles Frohman que actuaren com a managers i productors. El 1889 es va casar de nou, amb Augustus Homer Brown, amb qui viuria fins a la mort d’aquest el 1920. El 1911 va fundar la seva pròpia companyia teatral.

### Carrera al cinema
Robson havia participat en alguns curtmetratges els anys 1906 i 1907 abans de participar el 1915 en la pel·lícula “How Molly Made Good” fent un cameo. Un any més tard protagonitzava la seva primera pel·lícula: “A Night Out” (1916) una adaptació d’una peça teatral que ella havia co-escrit. La seva carrera com a actriu però pren embranzida el 1927 quan Robson es trasllada a Hollywood. Allà actuà amb èxit en moltes pel·lícules caracteritzada com una dona ja gran. Entre els seus rols protagonistes es pot destacar “The She-Wolf” (1931), “If I Had a Million” (1932), “Alice in Wonderland” (1933), “Anna Karenina” (1935), “The Adventures of Tom Sawyer” (1938) o “A Star Is Born” (1937). El 1933, a l'edat de 75 anys, va ser nominada a l'Oscar a la millor actriu per la pel·lícula “Lady for a Day” tot i que la guanyadora fou Katharine Hepburn amb qui posteriorment actuaria en “Bringing Up Baby” (1938). La seva darrera pel·lícula fou “Joan of Paris” (1942). Poc després, aquell mateix 1942, va morir a la seva casa de Beverly Hills als 84 anys.(REF4) 

## Filmografia

### Cinema mut
- The Terrible Kids (1906)
- Getting Evidence (1907)
- A Night Out o He Couldn’t Go Home Until Morning (1908)
- How Molly Made Good (1915)
- A Night Out (1916)
- Snow White (1916)
- El Dr. Jekyll i el Sr. Hyde (Dr. Jekyll and Mr. Hyde) (1920)
- Pals in Paradise (1926)
- Rubber Tires (1927)
- The King of Kings (1927)
- The Rejuvenation of Aunt Mary (1927)
- The Angel of Broadway (1927)
- A Harp in Hock (1927)
- Turkish Delight (1927)
- Chicago (1927)
- The Blue Danube (1928)

### Cinema sonor
- The She-Wolf  (1931)
- Letty Lynton (1932)
- Red-Headed Woman (1932)
- Strange Interlude (1932)
- Little Orphan Annie (1932)
- If I Had a Million (1932)
- Men Must Fight (1933)
- The White Sister (1933)
- Reunion in Vienna (1933)
- El sopar és a les vuit (Dinner at Eight) (1933)
- One Man's Journey (1933)
- Broadway to Hollywood (1933)
- Beauty for Sale (1933)
- Lady for a Day (1933)
- The Solitaire Man (1933)
- Dancing Lady (1933)
- Alice in Wonderland (1933)
- You Can't Buy Everything (1934)
- Straight Is the Way (1934)
- Lady by Choice (1934)
- Mills of the Gods (1934)
- Grand Old Girl (1935)
- Vanessa: Her Love Story (1935)
- Reckless (pel·lícula de 1935) (1935)
- Strangers All (1935)
- Age of Indiscretion (1935)
- Anna Karenina (1935)
- Three Kids and a Queen (1935)
- Wife vs. Secretary (1936)
- The Captain's Kid (1936)
- Rainbow on the River (1936)
- Woman in Distress (1937)
- Ha nascut una estrella (A Star Is Born) (1937)
- The Perfect Specimen (1937)
- The Adventures of Tom Sawyer (1938)
- Quina fera de nena! (Bringing Up Baby) (1938)
- Four Daughters (1938)
- The Texans (1938)
- Em van fer un criminal (They Made Me a Criminal) (1939)
- Yes, My Darling Daughter (1939)
- The Kid from Kokomo (1939)
- Daughters Courageous (1939)
- Nurse Edith Cavell (1939)
- That's Right – You're Wrong (1939)
- Four Wives (1939)
- Granny Get Your Gun (1940)
- Irene (1940)
- Texas Rangers Ride Again (1940)
- Four Mothers (1941)
- Million Dollar Baby (1941)
- Playmates (1941)
- Joana de París (Joan of Paris) (1942)